# CD-риппер
CD-риппер (англ. CD ripper, CD grabber, CD extractor) — программа, предназначенная для извлечения цифровой звуковой информации в неструктурированном (англ. raw) формате, записанной на Audio-CD, в файл или на стандартный вывод (англ. stdout).
Иногда под словом риппер (англ. ripper) понимают человека, который сделал цифровую копию с CD или винила.
Извлечённые данные могут быть сохранены в формате без сжатия WAV, PCM, сжаты с потерями в такие форматы, как MP3, Ogg Vorbis, или сжаты без потерь. Записями меньшего объёма легче обмениваться в файлообменных сетях, и сжатие позволяет более эффективно использовать дисковое пространство.
Большинство программ для извлечения звуковых данных позволяют автоматически добавлять в полученные файлы метаданные. Файлы формата MP3, например, могут содержать теги ID3 с информацией об исполнителе, названии дорожки, её номером на диске, названием и датой выхода альбома. Многие программы могут получить эти данные из базы данных сигнатур компакт дисков или считав с самого диска, если они записаны на нём в формате CD-TEXT.
Иногда процесс рипа, сжатия и написания метаинформации может быть реализован единым приложением с удобным графическим интерфейсом.
Первой программой для CD рипа в Unix системах была cdda2wav, теперь проект называется cdparanoia.
Словарная статья Jargon File rip отмечает, что сам термин рип появился у энтузиастов компьютерных систем Amiga и обозначал на их сленге извлечение мультимедийных данных из программ.

## Средства для считывания данных с AudioCD
- Windows
  - Audiograbber
  - CDex
  - Exact Audio Copy (EAC) — позволяет получать наиболее точные[источник не указан 2245 дней] копии дисков
  - fre:ac

- UNIX
  - cdparanoia
  - cdda2wav
- Интерфейсы к программам для UNIX
  - abcde
  - Konqueror (протокол audiocd:/)
  - Grip
  - JACK
  - Asunder
  - Sound Juicer

- Mac OS
  - iTunes
  - X Lossless Decoder

## Другие утилиты
- LAME — один из лучших mp3 кодеков
- EncSpot — утилита для оценки качества mp3-файлов (англ.)